# ブラッドリー・マギー
ブラッドリー・マギー（Bradley McGee OAM、1976年2月24日 - ）は、オーストラリア・シドニー出身の元自転車競技選手。2005年にオーストラリア勲章（OAM）を受章した。

## 経歴
ジュニア世界選手権自転車競技大会の個人追い抜き2回（1993年、1994年）、団体追い抜き1回（1994年）優勝。1994年、コモンウェルス・ゲームズの個人、団体の両追い抜き優勝。1995年、世界自転車選手権団体追い抜き優勝。1996年アトランタオリンピックでは、個人追い抜きで銅メダルを獲得。
1998年、フランセズ・デ・ジューと契約を結ぶ。2000年、ジロ・デ・イタリア初出場。2000年シドニーオリンピック個人追い抜き銅メダル。2001年にツール・ド・フランス初出場。
2002年、ツール・ド・フランス第7ステージを制覇。また、同年の世界選手権及びコモンウェルスゲームズの個人追い抜きを優勝。コモンウェルスゲームズの個人追い抜きでは3連覇を達成。
2003年、ツール・ド・スイスで1勝。同年のツール・ド・フランス・プロローグ（個人TT）を制し、マイヨ・ジョーヌを手中にする。
2004年、ツール・ド・ロマンディのプロローグ勝利。同年のジロ・デ・イタリアでもプロローグを制してマリア・ローザを手中にした他、総合成績も8位と健闘。そしてアテネオリンピックでは、団体追い抜きで金メダル、個人追い抜きでは銀メダルを獲得。
2005年のブエルタ・ア・エスパーニャにおいて、マイヨ・オロを獲得（第2～第5区間）したことで、オーストラリア国籍選手として史上初めて全グランツールで総合首位を経験した。2008年、チームCSCに移籍。
2008年シーズンを最後に現役を引退。

## 主な戦績

### トラックレース
1993年
ジュニア世界選手権、個人追い抜き 優勝
1994年
コモンウェルス・ゲームズ、個人追い抜き・団体追い抜き 優勝
ジュニア世界選手権、個人追い抜き・団体追い抜き 優勝
1995年
世界自転車選手権、団体追い抜き 優勝
1996年
 アトランタオリンピック、個人追い抜き 3位
1998年
コモンウェルス・ゲームズ、個人追い抜き・団体追い抜き 優勝
1999年
オセアニアンゲームズ 個人追い抜き・団体追い抜き 優勝
2000年
 シドニーオリンピック、個人追い抜き 3位
2002年
世界選手権、個人追い抜き 優勝
コモンウェルス・ゲームズ 個人追い抜き 優勝
2004年
 アテネオリンピック、団体追い抜き 優勝
 アテネオリンピック、個人追い抜き 2位

### ロードレース
1999年
ツール・ド・ラブニール 区間2勝
2002年
ツール・ド・フランス 第7ST優勝
ドーフィネ・リベレ 区間1勝
2003年
ツール・ド・フランス プロローグ優勝、プロローグ～第2ST総合首位
ツール・ド・スイス 区間1勝
ロンド・ファン・ネーデルラント 区間1勝
2004年
ジロ・デ・イタリア プロローグ優勝、プロローグ&第2ST総合首位
ツール・ド・ロマンディ 総合9位、区間1勝
2005年
ツール・ド・スイス 総合8位、区間1勝
ブエルタ・ア・エスパーニャ 第2～第5ST総合首位